# President’s rule
President’s rule (englisch, wörtlich „Regierung des Präsidenten“) ist ein Terminus aus der indischen Innenpolitik, der die Übernahme der Regierungsgewalt (Exekutive) eines Bundesstaats durch den Präsidenten der Republik im Falle eines regionalen Notstandes beschreibt.
In dem bis 2019 bestehenden indischen Bundesstaat Jammu und Kashmir gab es aufgrund einer verfassungsrechtlichen Sonderstellung keine president’s rule, stattdessen konnte der jeweilige Gouverneur nach Zustimmung des indischen Präsidenten governor’s rule verkünden. In der Praxis entsprach diese der President’s rule in anderen Bundesstaaten.

## President’s rulein der indischen Verfassung
Die President’s rule wird durch Artikel 356 der indischen Verfassung geregelt. Darin ist vorgesehen, dass der Präsident die Regierung eines Bundesstaats entlassen kann, sofern er diese unter den Bedingungen der Verfassung für nicht mehr tragbar erachtet. Der Präsident übernimmt dann alle oder einige Funktionen der Staatsregierung sowie alle oder einige Befugnisse des Gouverneurs (Governor) oder von Organen und Einrichtungen des Bundesstaats, mit Ausnahme des Parlaments. Weiterhin kann er alle Maßnahmen ergreifen, die er für die Beseitigung der Umstände, die zur Einführung der President’s rule geführt haben, für notwendig hält. Dazu gehört auch die Außerkraftsetzung der Verfassung oder einzelner Teile davon. Die Kompetenzen des Parlaments des Bundesstaats werden auf das indische Parlament übertragen.
Eine solche Entscheidung darf der Präsident allerdings nur treffen, falls ihm ein Bericht vorliegt, in dem ihn der Gouverneur des entsprechenden Bundesstaats ausführlich von der politischen Lage in Kenntnis setzt und zur Einführung der President’s rule rät. Zudem bedarf die President’s rule innerhalb von zwei Monaten nach Einführung der Zustimmung beider Kammern des indischen Parlaments (Lok Sabha und Rajya Sabha); andernfalls endet sie automatisch, und die alte Regierung des Bundesstaats wird wieder eingesetzt. Stimmt das Parlament zu, so kann die President’s rule durch eine Proklamation des Präsidenten aufgehoben werden, endet aber in jedem Falle spätestens sechs Monate nach Einführung, sofern nicht beide Kammern des indischen Parlaments einer Verlängerung um weitere sechs Monate zugestimmt haben. Eine Verlängerung der President’s rule über einen Zeitraum von einem Jahr seit ihrer Einführung hinaus darf das Parlament nur dann bewilligen, wenn auf nationaler Ebene, in dem entsprechenden Bundesstaat oder in Teilen dieses Bundesstaats der Ausnahmezustand gilt oder wenn die indische Wahlkommission (Election Commission) bestätigt, dass die ordnungsgemäße Durchführung von Neuwahlen in dem entsprechenden Bundesstaat nicht gewährleistet werden kann. Insgesamt darf die President’s rule nicht länger als drei Jahre aufrechterhalten werden.

## President’s rulein der Praxis
In der Praxis wird die Exekutive bei Anwendung der President’s rule vom Präsidenten auf den Gouverneur des entsprechenden Bundesstaats übertragen. Der vom Präsidenten ernannte Gouverneur, dem normalerweise nur repräsentative Aufgaben zukommen, übernimmt dann die Amtsgeschäfte des Chief Ministers. Ursprünglich als Notstandsartikel im Falle innerer Unruhen oder vergleichbarer bedrohlicher Zustände in die indische Verfassung von 1950 aufgenommen, kam der Artikel 356 bisher (Stand: August 2007) bereits über 100-mal zum Einsatz. Der Bundesstaat Punjab wurde in Folge bürgerkriegsähnlicher Zusammenstöße zwischen extremistischen Sikhs, die die Schaffung eines unabhängigen Sikh-Staates forderten, und der Staatsmacht fünf Jahre lang (1987 bis 1992) unter President’s rule regiert. Absatz 5 des Artikels 356 der indischen Verfassung sieht hierfür eine Sonderklausel vor.
Allerdings diente die President’s rule in mehreren Fällen nicht nur der Bewältigung ernsthafter politischer Krisen, sondern auch um politische Gegner der Zentralregierung in Bundesstaaten aus der Regierung zu entfernen oder deren Regierungsantritt zu verhindern. Umgekehrt versäumte es der Gouverneur des Staates Gujarat während der blutigen Zusammenstöße zwischen Hindus und Muslimen im Jahre 2002, die Einführung der President’s rule zu fordern, um ein effektiveres Vorgehen gegen die Unruhen zu ermöglichen. Zu jenem Zeitpunkt regierte sowohl in Gujarat als auch auf nationaler Ebene die hindu-nationalistische Bharatiya Janata Party (BJP). Kritiker der President’s rule sehen den Artikel 356 daher als Gefahr für das föderale System Indiens. Ein weiterer Kritikpunkt ist, dass der Gouverneur eines Bundesstaats keiner echten demokratischen Kontrolle unterliegt, da er vom Präsidenten ernannt wird und auch nur von diesem abberufen werden kann. Zudem ist eine Anklage wegen Amtsmissbrauchs zur Amtsenthebung (im englischsprachigen Raum Impeachment) gegen den Gouverneur nicht möglich.